# Demarcación para gestión administrativa de los recursos del Eo-Navia (Comarca Funcional)
La comarca del Eo-Navia es una de las ocho comarcas funcionales o áreas de planificación territorial en que está dividido el Principado de Asturias (España) a efectos de homogeneización espacial de los datos procedentes de los concejos en las estadísticas regionales conforme al Decreto 11/1991 de 24 de enero. Comprende los concejos de:
- Boal
- Castropol
- Coaña
- El Franco
- Grandas de Salime
- Illano
- Navia
- Pesoz
- San Martín de Oscos
- Santa Eulalia de Oscos
- San Tirso de Abres
- Tapia de Casariego
- Taramundi
- Valdés
- Vegadeo
- Villanueva de Oscos
- Villayón

Aunque el Estatuto de Autonomía de Asturias prevé la división administrativa del territorio asturiano en comarcas, estas no han sido desarrolladas oficialmente todavía. Más comúnmente, en Asturias, se viene llamando a esta zona el Occidente Costero Asturiano. La zona al oeste del río Frejulfe, en el concejo de Navia, es una zona lingüística que presenta diferentes gradaciones de gallego y asturiano. Estas variaciones son conocidas académicamente como "Eo-Naviego" o "Gallego-asturiano", mientras que los habitantes acostumbran a llamarlo "a fala" (el idioma). Al este del mencionado río (Valdés, este de Allande y de Navia) se habla asturiano occidental.